# Mohan Lal Banerji
Mohan Lal Banerji ( 1916-2012 ) fue un botánico y profesor indio.
En 1971, obtuvo el doctorado D.Sc. por la Universidad de Kalyani. Realizó extensas expediciones botánicas a Nepal.

## Algunas publicaciones
- mohan Lal Banerji, m. Mukherji. 1970. Petal venation of Ranunculus sceleratus Linn. 5 pp.

- ----------------------. 1969. Some interesting plants from the 'Bhitre Mades' of Nepal. Edición reimpresa. 5 pp.

- ----------------------. 1968. Notes on some Nepal plants. 2 pp.

- sitesh Das, mohan Lal Banerji. 1966a. Pollen morphology of a new species of Cuscuta. 2 pp.

- mohan Lal Banerji. 1966b. A collection of ferns from Eastern Nepal. 34 pp.

- ----------------------. 1964. Some salient features of East Nepal vegetation. 5 pp.

- ----------------------. 1961. Critical notes on Acer campbellii Hiern. 3 pp.

- ----------------------. 1959. Leaf forking. 3 pp.

- ----------------------. 1958. Invasion of Eupatorium glandulosum H. B. & Kunth in East Nepal. 5 pp.

- ----------------------. 1957. Further observations on schizocotyly. 3 pp.

- ----------------------. 1955. Some edible and medicinal plants from East Nepal. 3 pp.

- ----------------------. 1954. Note on the distribution of Rhododendrons in Nepal. 6 pp.

- ----------------------. 1951. Two new species of Pimpinella. 3 pp.

### Libros
- mohan Lal Banerji, Prabha Pradhan. 1984. The orchids of Nepal Himalaya. Edición ilustrada de J. Cramer, in der A.R. Gantner Verlag Kommanditgesellschaft, 534 pp. ISBN 3768213668

- ----------------------. 1978. Orchids of Nepal. N.º 4 de International bioscience series. Editor Today & Tomorrow's Printers & Publishers, 130 pp.

- ----------------------, sitesh Das. 1971a. Acers in Nepal. 250 pp.

- ----------------------. 1971b. Nepal: its forests and phytogeography. 62 pp.

- ----------------------. 1966a. Contributions to the flora of East Nepal. Volumen 19 de Records, India (Republic). Botanical Survey. Editor Manager of Publications, 90 pp.

- ----------------------. 1966b. Rhododendrons in Nepal. 15 pp.

- ----------------------. 1965. Osmunda regalis var. spectabilis in India. 84 pp.

- ----------------------. 1963. Outline of Nepal Phytogeography. Edición reimpresa. 296 pp.

- ----------------------. 1961a. The Ophioglossales in Nepal. 557 pp.

- ----------------------. 1961b. On the anatomy of teratological seedlings: Cosmos bipinnatus Cav. 10 pp.

- ----------------------. 1958a. Botanical exploration in East Nepal. 268 pp.

- ----------------------. 1958b. Notes on the liverwort flora of East Nepal. 41 pp.

- ----------------------. 1952. Observations on the distribution of gymnosperms in Eastern Nepal. 159 pp.

- La abreviatura «Banerji» se emplea para indicar a Mohan Lal Banerji como autoridad en la descripción y clasificación científica de los vegetales.[4]